# Cunnoquhie House

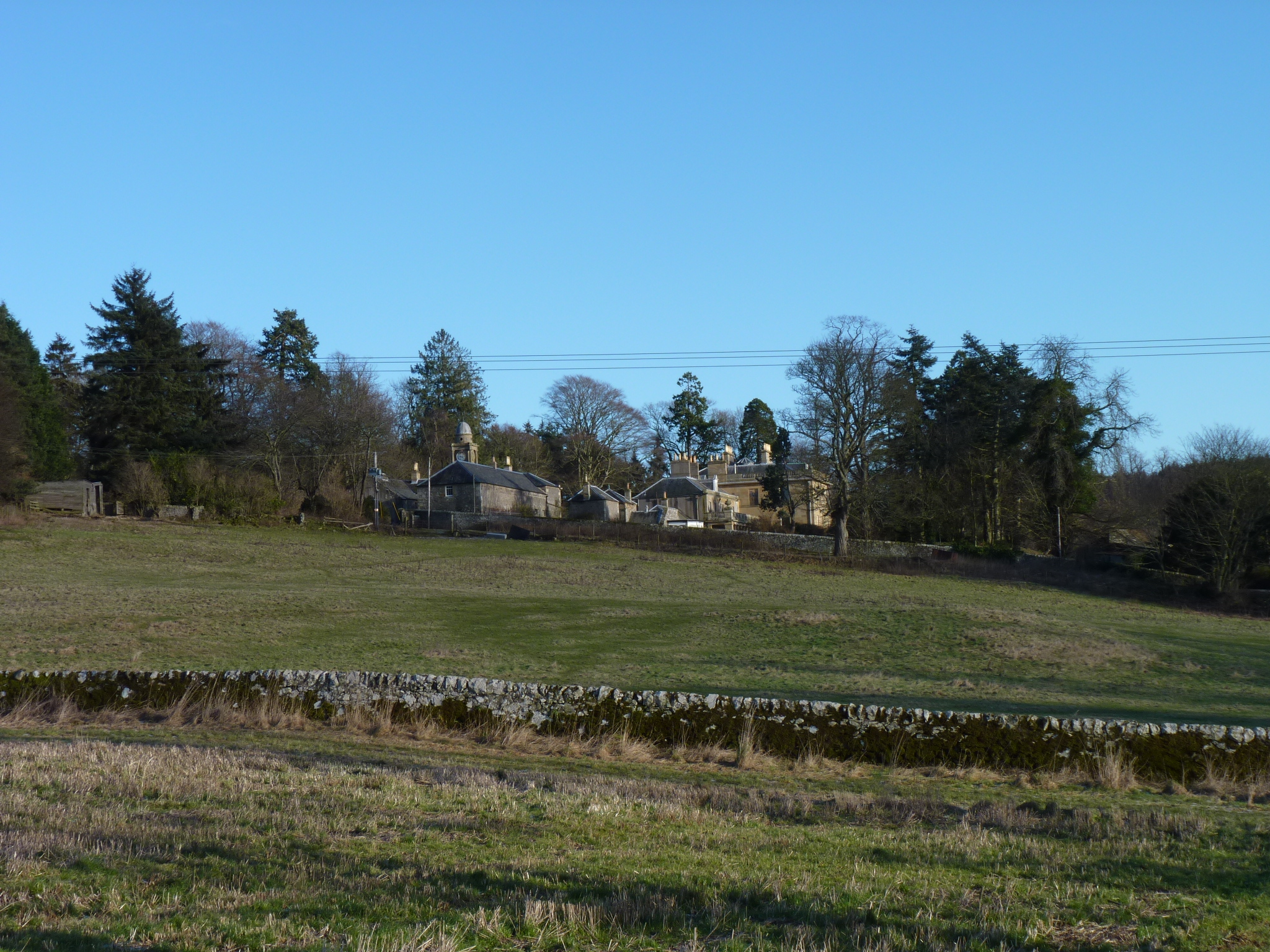
Cunnoquhie House; Blick von Westen auf Stallungen und Westflügel

Cunnoquhie House ist ein Herrenhaus nahe der schottischen Ortschaft Letham in der Council Area Fife. 1984 wurde das Bauwerk als Einzeldenkmal in die schottischen Denkmallisten in der höchsten Denkmalkategorie A aufgenommen. Die zugehörigen Stallungen sind separat als Kategorie-A-Denkmal klassifiziert.

## Geschichte
George Paterson of Cunnoquhie ließ das Herrenhaus in der zweiten Hälfte des 18. Jahrhunderts errichten. In einer landwirtschaftlichen Erhebung aus dem Jahre 1800 ist beschrieben, dass Cunnoquhie House zu jenen Häusern zählt, die im Laufe der vorigen 24 Jahre entstanden sind beziehungsweise in diesem Zeitraum signifikant erweitert wurden. Im Jahre 1892 wurde das Edinburgher Unternehmen John Watherston & Sons mit der Überarbeitung des Herrenhauses beauftragt.

## Beschreibung
Cunnoquhie House steht weitgehend isoliert rund 800 m nordöstlich von Letham. Das zweistöckige Herrenhaus ist klassizistisch ausgestaltet. Die ostexponierte Hauptfassade ist drei Achsen weit. Mittig tritt halbrund ein ionischer Portikus heraus. Das Hauptportal schließt mit einem segmentbogigen Kämpferfenster. Darüber ist ein Drillingsfenster eingelassen. Gesimse gliedern die Fassade horizontal. Die Südfassade ist vier Achsen weit. An der Westseite geht ein flacherer, ebenfalls zweistöckiger Flügel ab. Er stammt aus der zweiten Bauphase, obschon möglicherweise ältere Fragmente genutzt wurden. Während ebenerdig eine toskanische Kolonnade verläuft, ist das Obergeschoss als Arkade gestaltet. Das abschließende Plattformdach ist mit Schiefer eingedeckt. Die Dachgauben wurden später hinzugefügt.

## Stallungen
Die an der Westseite an das Herrenhaus anschließenden, klassizistischen Stallungen stammen aus dem frühen 19. Jahrhundert. Seine drei Gebäudeteile sind U-förmig angeordnet und umschließen einen länglichen Innenhof. Während das Mauerwerk an der dem Herrenhaus zugewandten Ostseite aus Steinquadern besteht, ist es an den übrigen Gebäudeteilen aus Bruchstein mit Natursteineinfassungen aufgebaut. An der Ostseite ragt oberhalb des zentralen Torwegs ein Turm mit eingelassenen Uhren auf. Er ist mit dorischen Säulen, und abschließender Kuppel mit Wetterfahne gestaltet. Sämtliche Gebäudeöffnungen sind segmentbogig.